# Vanchidiplosis agraensis
Vanchidiplosis agraensis är en tvåvingeart som först beskrevs av Rao 1951.  Vanchidiplosis agraensis ingår i släktet Vanchidiplosis och familjen gallmyggor. Inga underarter finns listade i Catalogue of Life.